# Édith Piaf

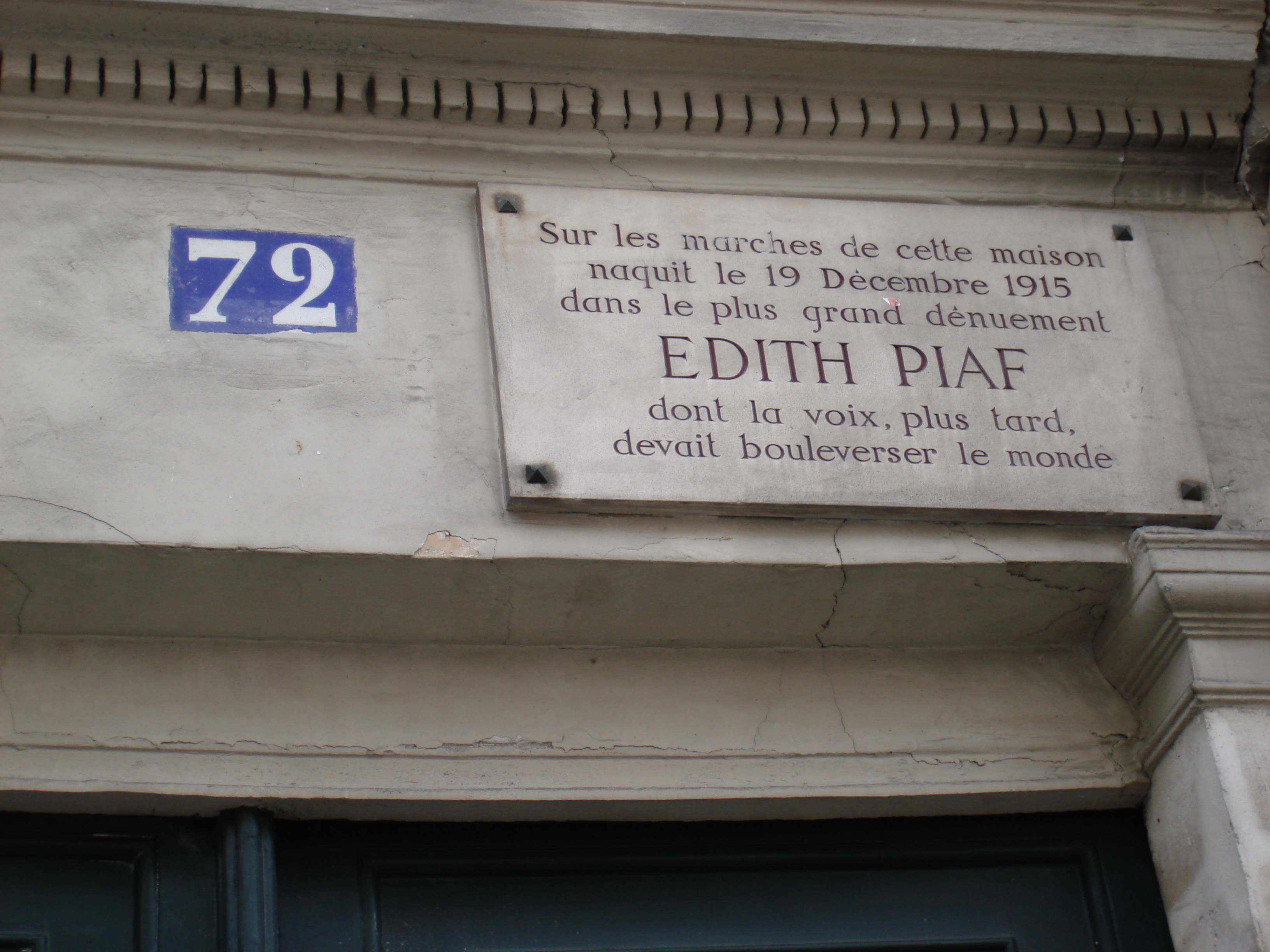
Minnesplatta på Piafs födelseplats, Rue de Belleville i Paris.

Édith Piaf, ursprungligen Édith Giovanna Gassion, född 19 december 1915 i Paris, död 10 oktober 1963 i Plascassier utanför Grasse, var en fransk sångerska. Hon är allmänt ansedd som Frankrikes största populärmusikartist. Piaf var arvtagerska till en stark tradition av parisisk chanson (visa och sång) och den logiska efterföljaren till 1920-talets chanteuses réalistes, det vill säga Yvonne George, Damia och Fréhel. Hon var också en av de sångare som var med och skapade en ny parisisk musiktradition av mer internationell och exportvänlig karaktär.
Hennes tidiga sånger som Marguerite Monnots "Mon légionnaire" (1937) och Michel Emers "L'Accordéoniste" (1940) tillhör den gamla varietétraditionen. Piafs dramatiska tolkning och hennes speciella röst stämde väl med hennes egna komplicerade livsförhållanden med sprit- och drogproblem. Hon fick stora framgångar bland annat med sånger som "La Vie en rose" (1946; egen text), "Milord" (1959) och "Non, je ne regrette rien" (1960).
Piaf var den främsta representanten för den franska chanson-traditionen under 1950- och 1960-talen. Hon medverkade även i filmer.

## Biografi

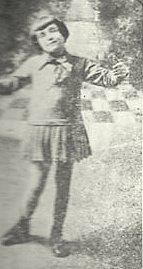
Édith Piaf som barn.

Trots ett stort antal utgivna biografier är en stor del av Piafs liv höljt i dunkel. Hon föddes i det invandrartäta området Belleville i Paris. Det sägs att hon föddes på trottoaren på Rue de Belleville 72, men i födelseattesten står det Hôpital Tenon, sjukhuset i 20:e arrondissementet där Belleville ligger. Sitt namn Édith fick hon efter Edith Cavell, en brittisk sjuksköterska under första världskriget som avrättades då hon hjälpte franska soldater att fly ur tysk fångenskap. "Piaf" – ett parisiskt slangord för sparv – var ett smeknamn hon kom att få tjugo år senare.
Hennes mor, Annetta Giovanna Maillard (1895–1945), hade fransk-italienskt påbrå på sin fars sida och marockanskt–berberiskt ursprung på sin mors. Hon var född i Livorno på Toscanas västkust i Italien. Där arbetade hon som cafésångare under artistnamnet Line Marsa.
Piafs far, Louis-Alphonse Gassion (1881–1944), var en normandisk gatuakrobat med ett förflutet inom teatern. Piaf övergavs av sina föräldrar och bodde en kort tid hos sin farmor, Emma (Aïcha) Saïd ben Mohammed (1876–1930). När hennes far blev inkallad i den franska armén 1916 tog han henne till sin mor, som drev en bordell i Normandie och där hon togs om hand av kvinnorna som arbetade där.
Då Piaf var 14 år uppträdde hon tillsammans med sin far och sjöng offentligt för första gången. Hon lämnade sin far och bosatte sig på Grand Hôtel de Clermont på 18 rue Veron i 18:e arrondissementet i Paris. Hon försörjde sig på egen hand som gatusångare i Pigalle, Ménilmontant och i förorterna (jämför sången "Elle fréquentait la Rue Pigalle"). Hon slog sig ihop med sin halvsyster Simone Berteaut ("Mômone"), som senare kom att skriva en biografi över Piaf. Vid 16 års ålder blev hon förälskad i Louis Dupont och då hon var 17 år födde hon sitt enda barn, dottern Marcelle, som avled av hjärnhinneinflammation och blodförgiftning 1935, bara två år gammal. Liksom sin mor hade Piaf svårt att ta hand om ett barn, eftersom hon levde sitt liv på gatorna, och Dupont var den som tog hand om flickan fram till hennes död.
Piafs nästa pojkvän var en hallick vid namn Albert. Denne tog provision på Piafs inkomster, i utbyte mot att han inte tvingade henne till prostitution. Då Piaf gjorde slut på relationen försökte han skjuta ihjäl henne, men lyckades inte.

### Sångkarriären
Nattklubbsägaren Louis Leplée på klubben Le Gerny intill Champs-Élysées upptäckte Piaf i Pigalle-området. Han övertalade henne att sjunga och hennes nervositet och begränsade längd (1,47 m) var det som fick honom att ge henne smeknamnet "Piaf", ett namn som kom att bli hennes artistnamn hela livet. ”La môme piaf” är parisiska och kan översättas med ”sparvungen”. Leplée lärde henne grunderna i att uppträda på en scen och bestämde att hon skulle ha en svart klänning på sig, en klädsel som kom att bli ett kännemärke vid framtida uppträdanden. Han bedrev en intensiv marknadsföring inför hennes premiär, vilket resulterade i att många celebriteter var närvarande, bland andra Maurice Chevalier. Hon gjorde stor succé som ledde till de två första grammofoninspelningarna i januari 1936, då hon spelade in "Les Mômes de la cloche" och "L'Étranger" på Polydor. Den senare skrevs av Marguerite Monnot, som kom att bli en samarbetspartner under hela Piafs liv. Sångskapare som Marguerite Monnot, Michel Emer och Raymond Asso förstod hennes stil och behov och skrev sånger för henne.
Den 6 april 1936 mördades Leplée; Piaf förhördes och anklagades för att ha varit inblandad i mordet, men hon frigavs. Leplée dödades av gangstrar med tidigare kopplingar till Piaf. En uppsjö av negativ medieuppmärksamhet hotade då hennes karriär. För att bättra på sin image anställde hon Raymond Asso, som hon sedan också inledde ett förhållande med. Han ändrade hennes artistnamn till Édith Piaf, hindrade henne från att träffa opassande vänner och gav Monnot i uppdrag att skriva sånger som beskrev eller alluderade på hennes tidigare liv på gatan.
1940 hade Piaf en biroll i Jean Cocteaus bejublade enaktare Le Bel Indifférent. Hon skaffade sig vänner bland prominenta personer som Chevalier och poeten Jacques Borgeat. Hon skrev texter till många av sina sånger och samarbetade med kompositörer. 1944 upptäckte hon Yves Montand i Paris, uppträdde tillsammans med honom och blev hans mentor och älskarinna. Inom ett år hade han blivit en av de mest berömda sångarna i Frankrike och hon bröt upp från relationen då han blivit nästan lika populär som hon.

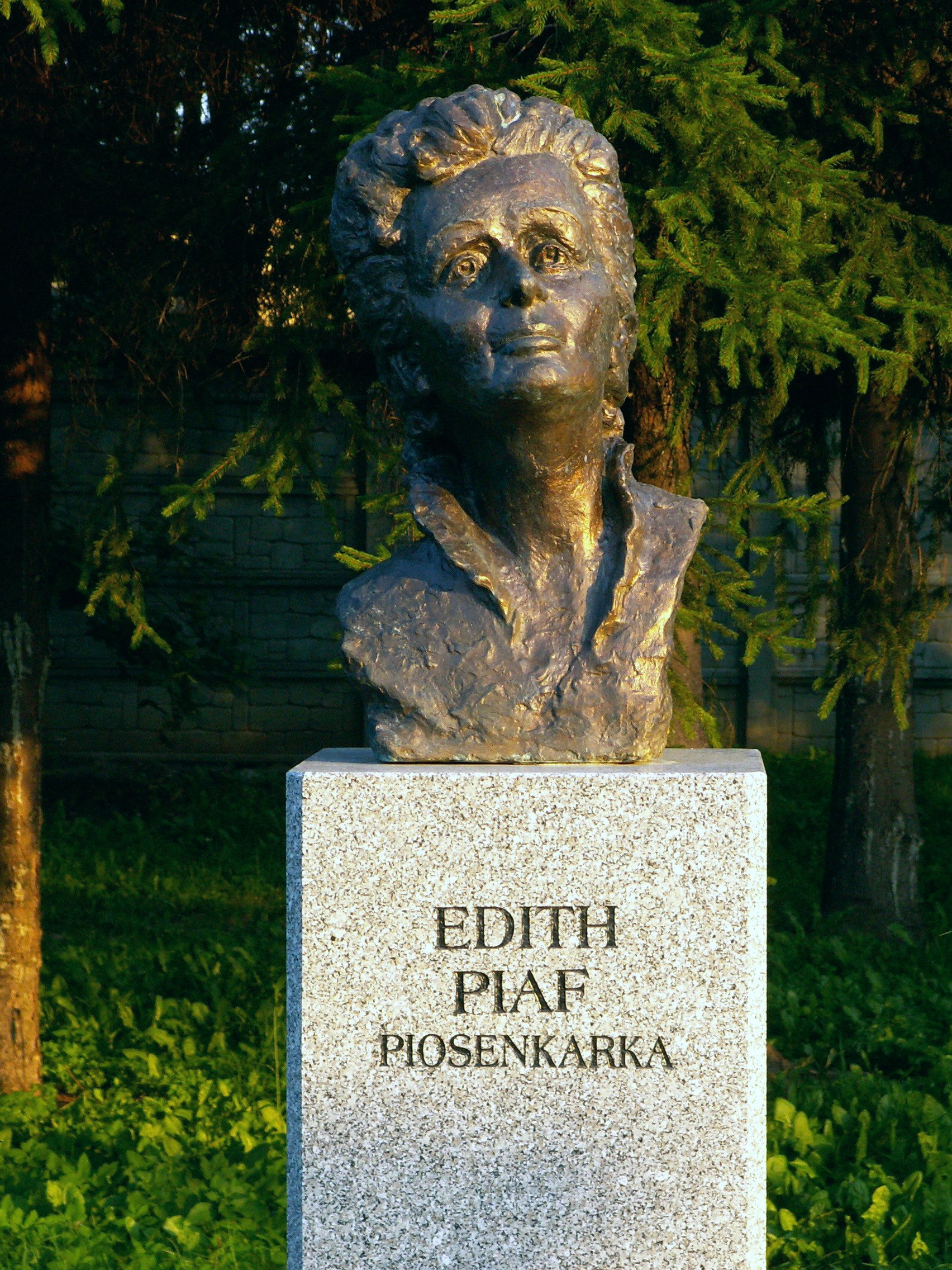
Byst av Édith Piaf i Kielce, Polen.
(Piosenkarka betyder "sångerska".)

Under den här tiden var hon mycket efterfrågad och hade stor framgång i Paris som Frankrikes populäraste underhållare. Efter kriget blev hon internationellt berömd och turnerade i Europa, USA och Sydamerika. I Paris samarbetade hon på scen med Atahualpa Yupanqui (Héctor Roberto Chavero) – Argentinas mest betydande folkmusiker – då han debuterade i juli 1950. Piaf besökte Sverige 1947 och 1958. Hon bidrog till att Charles Aznavours karriär tog fart då hon reste på turné med honom i Frankrike och i USA och hon spelade in några av hans sånger.

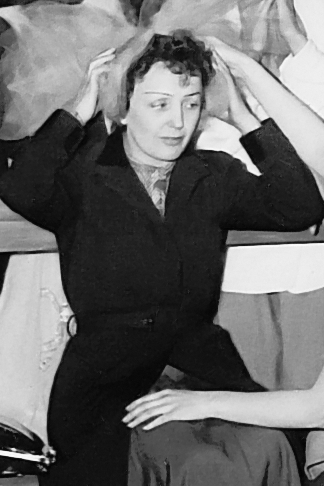
Édith Piaf (1952).

Till en början hade hon ingen större framgång i USA, eftersom publiken tyckte att hon var dyster. Men efter en recension av en av de mest betydande kritikerna i New York växte hennes popularitet tills hon så småningom uppträdde i Ed Sullivan Show åtta gånger och två gånger i Carnegie Hall (1956 och 1957).
Édith Piafs signaturmelodi "La Vie en rose" skrevs 1945 och belönades med en plats i Grammy Hall of Fame Award 1998. På L'Olympia, en av Paris mest berömda scener som drevs av Bruno Coquatrix, gav Piaf många konserter och befäste sin storhet mellan januari 1955 och oktober 1962. Från dessa konserter finns material utgivet från 1955, 1956, 1961 och 1962 på vinyl och cd. Konserten 1961 var ett försök att rädda L'Olympia från konkurs, och det var då hon första gången framförde "Non, je ne regrette rien". I april 1963 spelade hon in sin sista sång, "L'Homme de Berlin".

### Andra världskriget
Under kriget framträdde hon regelbundet för de tyska trupperna i det ockuperade Frankrike, och många betraktade henne som en förrädare. Efter kriget meddelade hon dock att hon arbetat för motståndsrörelsen. För detta finns inga belägg, men det förefaller troligt att hon bidrog med att hjälpa ett antal personer att undkomma nazisternas förföljelse. Trots allt förblev hon populär både nationellt och internationellt.
Vid den här tiden umgicks Piaf med en judisk pianist och skrev tillsammans med Monnot en subtil protestsång. Enligt en berättelse fick hon, då hon sjöng för tyska högre officerare på One Two Two Club, rätt att fotograferas tillsammans med franska krigsfångar för att höja deras moral. Fransmännen kunde sedan klippa ut bilderna och använda dem som förfalskade passfoton.

### Privatliv
Édith Piafs livs stora kärlek, den gifte boxaren Marcel Cerdan, omkom i en flygplanskrasch i oktober 1949 då han flög från Paris för att träffa henne. Planet kraschade i Azorerna och alla ombord omkom. Bland dessa fanns också violinisten Ginette Neveu. Piafs och Cerdans relation blev mycket omskriven, eftersom han var en legendarisk fransk boxare och världsmästare i mellanvikt.
Piaf skadades allvarligt i en bilolycka 1951 tillsammans med Charles Aznavour. Hon bröt en arm och två revben och fick efter det stora problem med att frigöra sig från sitt beroende av alkohol och morfin. Ytterligare två bilolyckor, som nästan kostade henne livet, förvärrade situationen. Jacques Pills lät vid tre olika tillfällen men utan framgång lägga in henne för rehabilitering.
Piaf gifte sig 1952 med sångaren Jacques Pills – tärna var Marlene Dietrich – och skilde sig från honom 1956. 1962 gifte hon sig med Théo Sarapo, en grekisk frisör som blivit sångare och skådespelare och som var 20 år yngre. Paret sjöng tillsammans vid några av hennes sista framträdanden.

## Död och eftermäle

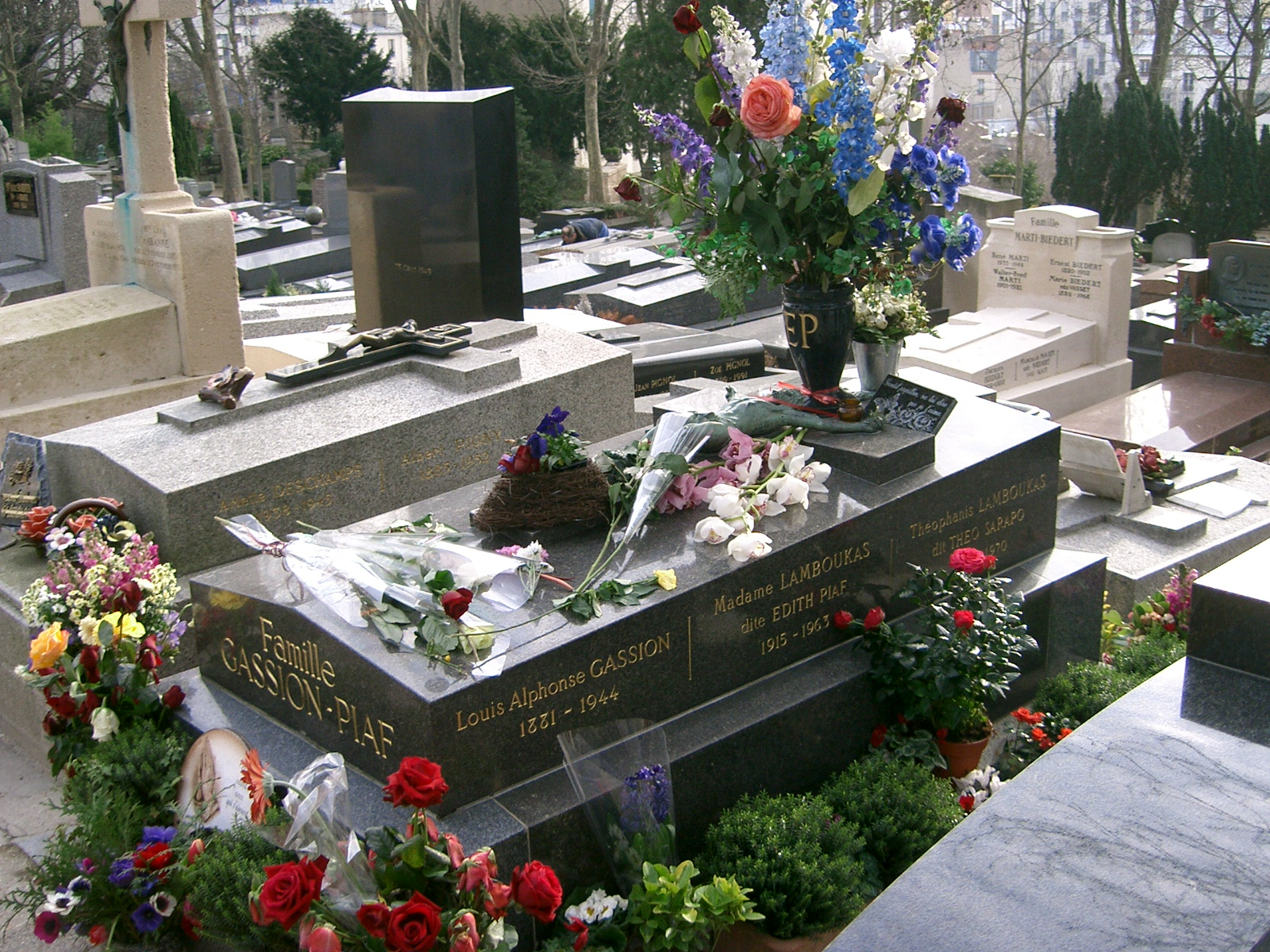
Piafs grav på kyrkogården Cimetière du Père-Lachaise i Paris.

Piaf dog av levercancer vid 47 års ålder i Plascassier på franska Rivieran den 10 oktober 1963. Hon hade då till och från under flera månaders tid legat medvetslös. Hennes kropp fördes tillbaka till Paris i hemlighet, så att hennes fans skulle tro att hon dog i sin hemstad. Hon ligger begravd på kyrkogården Cimetière du Père-Lachaise i Paris bredvid sin dotter Marcelle; där vilar också hennes far och hennes siste make. Hennes grav är en av kyrkogårdens mest besökta.
Ärkebiskopen i Paris förvägrade henne en dödsmässa på grund av hennes livsstil, men begravningsprocessionen samlade tiotusentals sörjande på Paris gator och ceremonin på kyrkogården samlade över 100 000 personer. Charles Aznavour berättade att Piafs begravningsprocession var det enda som fått trafiken i Paris att stå fullkomligt stilla sedan andra världskriget.
Nedslagskratern Piaf på planeten Venus och asteroiden 3772 Piaf är uppkallade efter henne.
I Paris finns ett litet museum med två rum tillägnade Piaf, Musée Édith Piaf på Rue Crespin du Gast nr 5.
| ”              | Madame Piaf är ett geni. Det går inte att imitera henne. Det har aldrig funnits någon som Edith Piaf. Det kommer aldrig mer att finnas någon. | „ |
| – Jean Cocteau | |   |

## Sångstil
Piafs röst har en utpräglad altklang, och omfånget i hennes sånger ligger oftast inom en dryg oktav – vanligen ungefär mellan g och a1. Hennes röst har beskrivits i både samtida och senare recensioner. Mikael Katz skrev i Expressen vid ett av hennes Sverigebesök: ”När hon börjar sjunga med sin hårda, lite hesa röst, rör hon händerna sparsamt, men oerhört uttrycksfullt, utstuderat sensuellt.”
Ofta beskrivs hennes förmåga att fånga publiken och förmedla känslor. Rösten karaktäriseras ofta som rå men uttrycksfull. Sångerskan Christine Zufferey säger i en intervju: ”Den är rå och kommer direkt ur hjärtat. Sången beskriver hennes liv. 'Non, je ne regrette rien' uttrycker allt det Piaf stod för. Sången beskriver precis hur hennes liv såg ut och det hörs på hennes röst.”
Inför en konsert med Piaf-sånger i Vancouver 2008 beskrivs Piaf med orden: ”Piafs råa, gutturala röst förstärker den laddade atmosfären. Hennes röst, fylld av kompakt dramatik, var ovanlig hos kvinnliga sångare på 30-talet. Hon hänförde publiken och vitaliserade sin tids musikstil.”

## Piafs samtliga sånger
| 1925 - "Comme un Moineau" 1933 - "Entre Saint-Ouen et Clignancourt" 1934 - "L'Étranger" 1935 - "Mon Apéro" - "La Java de Cézigue" - "Fais-moi Valser" 1936 - "Les Mômes de la Clôche" - "J'suis Mordue" - "Mon Légionnaire" - "Le Contrebandier" - "La Fille et le Chien" - "La Julie Jolie" - "Va Danser" - "Chand d'Habits" - "Reste" - "Les Hiboux" - "Quand Même" (ur filmen "La Garçonne") - "La Petite Boutique" - "Y'avait du Soleil" - "Il n'est pas Distingué" - "Les Deux Ménétriers" - "Mon Amant de la Coloniale" - "C'est toi le plus Fort" - "Le Fanion de la Légion" - "J'entends la Sirène" - "Ding, Din, Dong" - "Madeleine qu'avait du Cœur" - "Les Marins ça fait des Voyages" - "Simple comme Bonjour" - "Le Mauvais Matelot" - "Celui qui ne savait pas Pleurer" 1937 - "Le Grand Voyage du Pauvre Nègre" - "Un Jeune Homme Chantait" - "Tout fout le Camp" - "Ne m'écris pas" - "Partance" - "Dans un Bouge du Vieux Port" - "Mon Cœur est au Coin d'une Rue" 1938 - "С'est lui que mon Cœur a choisi" - "Paris-Méditerranée" - "La Java en Mineur" - "Browning" - "Le Chacal" - "Corrèqu'et Réguyer" 1939 - "Y'en a un de Trop" - "Elle Fréquentait la Rue Pigalle" - "Le Petit Monsieur Triste" - "Les Deux Copains" - "Je n'en connais pas la Fin" 1940 - "Embrasse-Moi" - "On Danse sur Ma Chanson" - "Sur une Colline" - "C'est la Moindre des Choses" - "Escale" - "La Fille de Joie est Triste (L'Accordéoniste)" 1941 - "Où sont-ils, mes Petits Copains?" - "C'était un Jour de Fête" - "C'est un Monsieur très Distingué" - "J'ai dansé avec l'Amour" (ur filmen "Montmartre-sur-Seine") - "L'Homme des Bars" - "Le Vagabond" 1942 - "Jimmy, c'est lui" - "Un Coin tout Bleu" (ur filmen "Montmartre-sur-Seine") - "Sans y Penser" - "Un Monsieur Me Suit dans la Rue" 1943 - "Tu Es Partout" (ur filmen "Montmartre-sur-Seine") - "J'ai qu'à l'regarder..." - "Le Chasseur de l'Hôtel" - "C'était une Histoire d'Amour" - "Le Brun et le Blond" - "Monsieur Saint-Pierre" - "Coup de Grisou" - "De l'Autre Côté de la Rue" - "La Demoiselle du Cinquième" 1944 - "Les Deux Rengaines" - "Y'a pas d'Printemps" - "Les Histoires de Coeur" - "C'est Toujours la Même Histoire" 1945 - "Le Disque Usé" - "Elle A..." - "Regarde-moi Toujours Comme Ça" - "Les Gars Qui Marchaient" - "Il Riait" - "Monsieur Ernest a réussi" 1946 - "La vie en rose" - "Les Trois Cloches" (med Les Compagnons de la chanson) - "Dans Ma Rue" - "J'm'en Fous Pas Mal" - "C'est Merveilleux" - "Adieu Mon Cœur" - "Le Chant du Pirate" - "Céline" (med Les Compagnons de la chanson) - "Le Petit Homme" - "Le Roi a fait Battre Tambour" (med Les Compagnons de la chanson) - "Dans les Prisons de Nantes" (med Les Compagnons de la chanson) - "Mariage" - "Un Refrain Courait dans la Rue" - "Miss Otis Regrets" | 1947 - "C'est pour ça" (ur filmen "Neuf Garçons, Un cœur") - "Qu'as-tu fait John?" - "Sophie" (ur filmen "Neuf Garçons, Un cœur") - "Le Geste" - "Si tu partais" - "Une Chanson à Trois Temps" - "Un Homme Comme les Autres" - "Les Cloches Sonnent" - "Johnny Fedora et Alice Blue Bonnet" - "Le Rideau Tombe Avant la Fin" - "Elle Avait Son Sourire" 1948 - "Monsieur Lenoble" - "Les Amants de Paris" - "Il a chanté" - "Les Vieux Bateaux" - "Il Pleut" - "Cousu de Fil Blanc" - "Amour du mois de Mai" - "Monsieur X" 1949 - "Bal dans Ma Rue" - "Pour moi tout' seule" - "Pleure Pas" - "Le Prisonnier de la Tour (Si le Roi Savait ça Isabelle)" - "L'Orgue des Amoureux" - "Dany" - "Paris" (ur filmen "L'Homme aux mains d'argile") 1950 - "Hymne à l'Amour" - "Le Chevalier de Paris" - "Il fait bon t'aimer" - "La p'tite Marie" - "Tous les Amoureux Chantent" - "Il y avait" - "C'est d'la Faute à Tes Yeux" - "C'est un Gars" - " Hymn to Love" - "The Three Bells" - "Le Ciel Est Fermé" - "La Fête Continue" - "Simply a Waltz" - "La Vie en Rose" (på engelska) 1951 - "Padam... Padam..." - "Avant l'Heure" - "L'Homme Que J'aimerai" - "Du Matin Jusqu'au soir" - "Demain (Il Fera Jour)" - "C'est toi" (med Eddie Constantine) - "Rien de Rien" - "Si, Si, Si, Si" (med Eddie Constantine) - "À l'Enseigne de la Fille sans Cœur" - "Télégramme" - "Une Enfant" - "Plus Bleu Que Tes Yeux" - "Le Noël de la Rue" - "La Valse de l'Amour" - "La Rue aux Chansons" - "Jezebel" - "Chante-moi" (med M.Jiteau) - "Chanson de Catherine" - "Chanson Bleue" - "Je hais les Dimanches" 1952 - "Au Bal de la Chance" - "Elle A Dit" - "Notre-Dame de Paris" - "Mon Ami M'A Donné" - "Je t'ai dans la Peau" (ur filmen "Boum sur Paris") - "Monsieur et Madame" - "Ça gueule ça, Madame" (med Jacques Pills) (ur filmen "Boum sur Paris") 1953 - "Bravo pour le Clown" - "Sœur Anne" - "N'y va pas Manuel" - "Les Amants de Venise" - "L'effet qu'tu m'fais" - "Johnny, tu n'es pas un Ange" - "Jean et Martine" - "Et Moi..." - "Pour Qu'Elle Soit Jolie Ma Chanson" (med Jacques Pills) (ur filmen "Boum sur Paris") - "Les Croix" - "Le Bel Indifférent" - "Heureuse" 1954 - "La Goualante du Pauvre Jean" - "Enfin le Printemps" - "Retour" - "Mea Culpa" - "Ça ira" (ur filmen "Si Versailles m'était conté...") - "Avec Ce Soleil" - "L'Homme au Piano" - "Sérénade du Pavé" (ur filmen "French Cancan") - "Sous Le Ciel de Paris" 1955 - "L'Accordéoniste" - "Un Grand Amour Qui S'Achève" - "Miséricorde" - "C'est à Hambourg" - "Légende" - "Le Chemin des Forains" | 1956 - "Heaven Have Mercy " - "One Little Man " - "Autumn Leaves" - "'Cause I Love You" - "Chante-moi" (på engelska) - "Don't Cry" - "I Shouldn't Care" - "My Lost Melody" - "Avant Nous" - "Et Pourtant" - "Marie la Française" - "Les Amants d'un Jour" - "L'Homme à la Moto" - "Soudain Une Vallée" - "Une Dame" - "Toi Qui Sais" 1957 - "La Foule" - "Les Prisons du Roy" - "Opinion Publique" - "Salle d'Attente" - "Les Grognards" - "Comme moi" 1958 - "C'est un Homme Terrible" - "Je me souviens d'une Chanson" - "Je Sais Comment" - "Tatave" - "Les Orgues de Barbarie" - "Eden Blues" - "Le Gitan et la Fille" - "Fais Comme Si" - "Le Ballet des Cœurs" - "Les Amants de Demain" - "Les Neiges de Finlande" - "Tant qu'il y aura des Jours" - "Un Étranger" - "Mon Manège à Moi" 1959 - "Milord" - "T'es beau, tu sais" 1960 - "Non, je ne regrette rien" - "La Vie, l'Amour" - "Rue de Siam" - "Jean l'Espagnol" - "La Belle Histoire d'Amour" - "La Ville Inconnue" - "Non, la Vie n'est pas Triste" - "Kiosque à Journaux" - "Le Métro de Paris" - "Cri du Cœur" - "Les Blouses Blanches" - "Les Flons-Flons du Bal" - "Les Mots d'Amour" - "T'es l'Homme qu'il me faut" - "Mon Dieu" - "Boulevard du Crime" - "C'est l'Amour" - "Des Histories" - "Ouragan" - "Je Suis à Toi" - "Les Amants Merveilleux" - "Je m'imagine" - "Jérusalem" - "Le Vieux Piano" 1961 - "C'est Peut-Être Ça" - "Les Bleuets d'Azur" - "Quand Tu Dors" - "Mon Vieux Lucien" - "Le Dénicheur" - "J'n'attends Plus Rien" - "J'en ai passé des Nuits" - "Exodus" - "Faut Pas Qu'Il Se Figure" - "Les Amants" (med Charles Dumont) - "No Regrets" - "Le Billard Électrique" - "Marie-Trottoir" - "Qu'il était triste cet Anglais" - "Toujours Aimer" - "Mon Dieu (på engelska)" - "Le Bruit des Villes" - "Dans Leur Baiser" 1962 - "À Quoi Ça Sert L'Amour?" - "Le Droit d'Aimer" - "À Quoi Ça Sert L'Amour?" (med Théo Sarapo) - "Fallait-il" - "Une Valse" - "Inconnu Excepté de Dieu (med Charles Dumont)" - "Quatorze Juillet" - "Les Amants de Teruel" (med Mikis Theodorakis/Jacques Plante) - "Roulez Tambours" - "Musique à Tout Va" - "Le Rendez-Vous" - "Toi, Tu l'Entends Pas!" - "Carmen's Story" - "On Cherche un Auguste" - "Ça Fait Drôle" - "Emporte-Moi" - "Polichinelle" - "Le Petit Brouillard (Un Petit Brouillard)" - "Le Diable de la Bastille" - "Elle Chantait" (med Théo Sarapo) 1963 - "C'était pas moi" - "Le Chant d'Amour" - "Tiens, V'là un Marin" - "J'en ai tant vu" - "Traqué" - "Les Gens" - "Margot Cœur Gros" - "Monsieur Incognito" - "Un Dimanche à Londres" - "L'Homme de Berlin" (hennes sista inspelning som gjordes i hennes lägenhet på grund av hennes sjuka tillstånd, hon lät en orkester och inspelningsmaterial komma hem till henne medan hon låg inför döden, tre dagar efter inspelningen avled hon) |  |

## Filmografi

### Filmer som Piaf medverkat i
- Les Amants de demain (1959)
- Música de siempre (1958)
- French Cancan (1954)
- Si Versailles m'était conté (Om Versailles kunde berätta) (1954)
- Neuf garçons, un cœur (1948)
- Étoile sans lumière (1946)
- Montmartre-sur-Seine (1941)
- La Garçonne (1936)

### Filmer om Piaf
- La Môme (La vie en rose - berättelsen om Edith Piaf) (2007)
- Édith et Marcel (1983)
- Piaf (Piaf - de unga åren) (1974)

## Teater

### Pjäser som Piaf medverkat i
- Le Bel Indifférent (1940), Jean Cocteau

### Pjäser om Piaf
- Piaf (1978), av Pam Gems
- Piaf Piaf (1988), av Juha Siltanen och Jorma Uotinen
- Pure Piaf (2006), av Alex Ryer
- No Regrets (2009), av Scotti Sween
- PIAF – jag ångrar ingenting (2017), av Peter Snickars